# Guerres des Renards
Guerres indiennes
Les guerres des Renards sont deux conflits entre les Mesquakies (appelés Renards par les Français) et les Français de Nouvelle-France et leurs alliés amérindiens dans la région des Grands Lacs entre 1712 et 1737. Le premier conflit commence en 1712 et se conclut par une paix en 1716, puis la guerre revient en 1728 pour se finir militairement en 1733.